# Jaakow Jizchak von Przysucha
Jaakow Jizchak ben Ascher von Przysucha, genannt „der heilige Jude“ (geb. 1766 in Przedbórz; gest. 1813 in Przysucha) war ein chassidischer Rabbiner und Zaddik. Er war der Begründer der Przysucha-Dynastie in Polen.

## Leben und Werk
Er wurde in der Kleinstadt Przedborz geboren, in der sein Vater, ein Abkömmling einer bedeutenden rabbinischen Familie, als Prediger wirkte. Jaakow Jizchak studierte dort bei Arie Leib Charif, dem er nach Apta folgte, und in der Jeschiwa von Leszno. Als Jugendlicher zeichnete er sich durch große Körperkraft aus, zog sich jedoch später von weltlichen Angelegenheiten zurück und wurde infolge langen Fastens und ekstatischer Gebetspraxis geschwächt. Zunächst versuchte er, seine geistigen Werte und seine Wohltätigkeit zu verbergen, schloss sich dann aber unter dem Einfluss von Mosche Leib von Sasow dem Chassidismus an und wurde für seine Gelehrsamkeit in der Tora und seine intensive religiöse Hingabe berühmt. Er pflegte zu sagen: „Wenn ein Schwert in den Körper eines betenden Mannes gesteckt wird und dieser Schmerz verspürt, dann ist sein Gebet nicht echt.“ Nachdem er sein Geld unter den Armen verteilt hatte, schwand sein Vermögen, und er war gezwungen, als Dorflehrer (Melamed) zu arbeiten.
Ein Wendepunkt in seinem Leben trat ein, als er Jaakow Jizchak Horowitz, dem Seher von Lublin, begegnete und in Lublin zu seinem vertrautesten Schüler wurde. Wegen der Namensgleichheit mit seinem Lehrer wurde er von den Chassidim „der Jude“ oder auch „der heilige Jude“ genannt. Der Seher von Lublin bewunderte seinen Schüler und ernannte ihn zum geistigen Berater der jungen Schüler. Dieser ermahnte seine Schützlinge, sich das Gefühl des eigenen Wertes abzugewöhnen. Er unterschied drei Arten von Zaddikim: Wer sich selbst als Zaddik bezeichnet, ist am unwürdigsten; wer sich als Zaddik bezeichnet, jedoch nicht von einer höheren Ordnung, ist wertvoller. Doch am besten ist der echte Zaddik, der anerkennt, dass er die Vollendung erst noch erreichen muss. Die ehrliche Ausführung der religiösen Gebote, ohne ein Interesse an Status oder materiellem Gewinn, war ihm ein Anliegen und trug ihm den Spitznamen Schibolet Sahaw („Goldähre“) ein. Seine Werke wurden in Sammlungen des frühen 20. Jahrhunderts veröffentlicht.

## Positionen und Nachwirkung
Das Neue am Chassidismus von Jaakow Jizchak war die Verbindung von Torastudium und Gebet. Er begann eine Kampagne gegen die Oberflächlichkeit, die sich im Zusammenhang mit dem Wunderglauben innerhalb des Chassidismus breit gemacht hatte. Er stellte sich gegen Wunderheiler und gegen die Zaddikim, die sich mit weltlichen Angelegenheiten beschäftigten. Seiner Meinung nach konnte jeder, der ein bestimmtes geistiges Niveau erreicht hatte, Wunder vollbringen. Schwieriger sei es hingegen, die Pflichten als Jude ehrlich zu erfüllen: „Das Gute genügt, auch wenn es nur ein Haar breit ist, sofern es in Wahrheit und mit ganzem Herzen dargebracht wird.“ Seine Anhänger waren bereit, die Anfangszeiten der Gebete, wie sie im Schulchan Aruch festgelegt sind, zu verschieben und zu warten, bis sie den für das Gebet erforderlichen Geisteszustand erreicht hatten. Dies führte zum Widerstand sämtlicher anderer Zaddikim, die Schüler des Sehers von Lublin waren. Der Seher selbst stellte sich gegen seinen Schüler, der Lublin verlassen musste und in Przysucha eine eigene Gemeinde gründete. Der Verlauf der Napoleonischen Kriege löste unter den Juden Assoziationen an den Kampf zwischen Gog und Magog aus und weckte neue Erlösungserwartungen. Am Sederabend 1813 wurde versucht, das Kommen des Messias durch mystische Mittel herbeizuführen, doch Jaakow Jizchak weigerte sich, an einem solchen Unterfangen teilzunehmen. Im selben Jahr verstarb er knapp fünfzigjährig in Przysucha. Sein Sohn Jerachmiel trat sein Erbe an, doch die meisten Chassidim akzeptierten seinen Schüler Simcha Bunem von Przysucha als Nachfolger. Ein weiterer bedeutender Schüler von Jaakow Jizchak war der Kotzker Rebbe. In Martin Bubers historischem Roman Gog und Magog ist der „Heilige Jude“ der Protagonist.